# Fieffes-Montrelet
Fieffes-Montrelet (picardisch: Fièfe-Montèrlet) ist eine nordfranzösische Gemeinde mit 346 Einwohnern (Stand 1. Januar 2022) im Département Somme in der Region Hauts-de-France. Die Gemeinde liegt im Arrondissement Amiens, ist Teil der Communauté de communes du Territoire Nord Picardie und gehört zum Kanton Doullens.

## Geographie
Die Gemeinde am Bach Fieffe liegt rund 8,5 Kilometer südöstlich von Bernaville, zehn Kilometer östlich von Domart-en-Ponthieu und 23,5 Kilometer nördlich von Amiens. Die stillgelegte Bahnstrecke von Amiens nach Doullens verläuft durch das Gemeindegebiet.

## Geschichte
Die beiden Gemeinden Fieffes und Montrelet schlossen sich 1975 zusammen.

## Einwohner
| 1962 | 1968 | 1975 | 1982 | 1990 | 1999 | 2006 | 2011 |
| ---- | ---- | ---- | ---- | ---- | ---- | ---- | ---- |
| 179  | 157  | 274  | 279  | 291  | 299  | 311  | 331  |

## Verwaltung
Bürgermeister (maire) ist seit 2008 Xavier Varlet.

## Sehenswürdigkeiten
- romanische Kirche Saint-Pierre in Fieffes, Überrest einer Malteserkommende, 1921 als Monument historique klassifiziert (Base Mérimée PA00116153)
- Kirche Sainte-Marie-Madeleine von Montrelet

Kirche Saint-Pierre in Fieffes
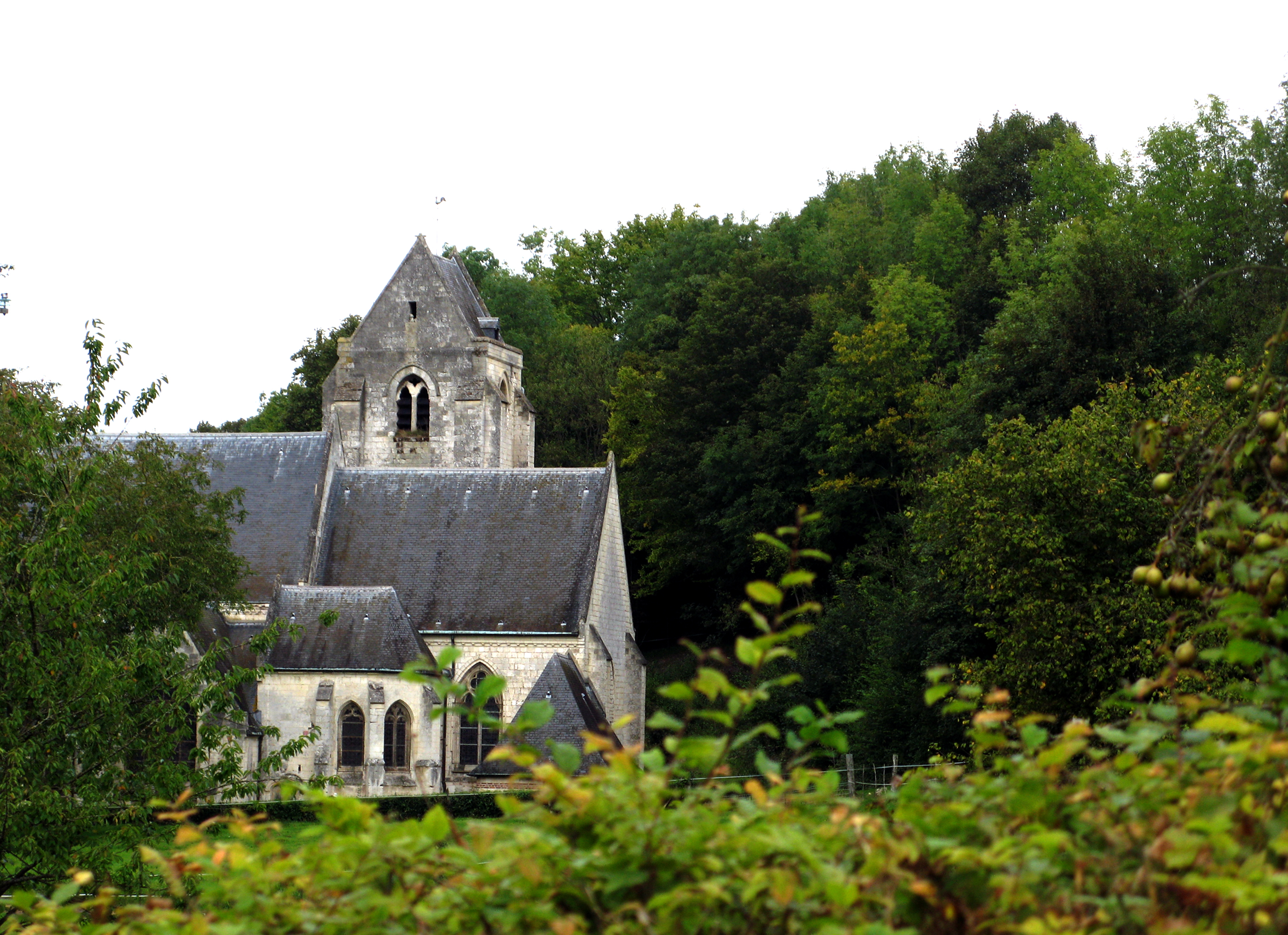
Südseite
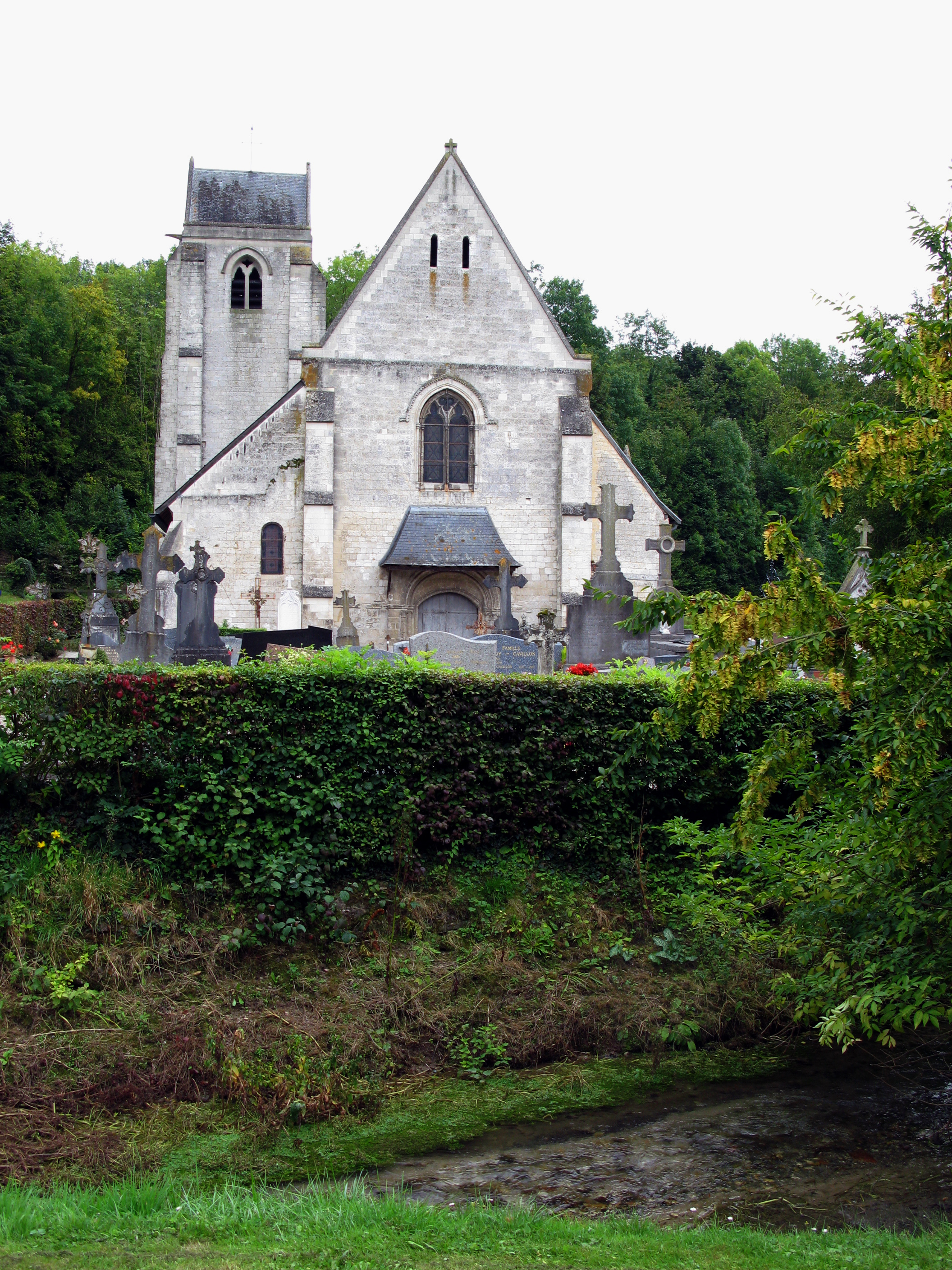
Westseite
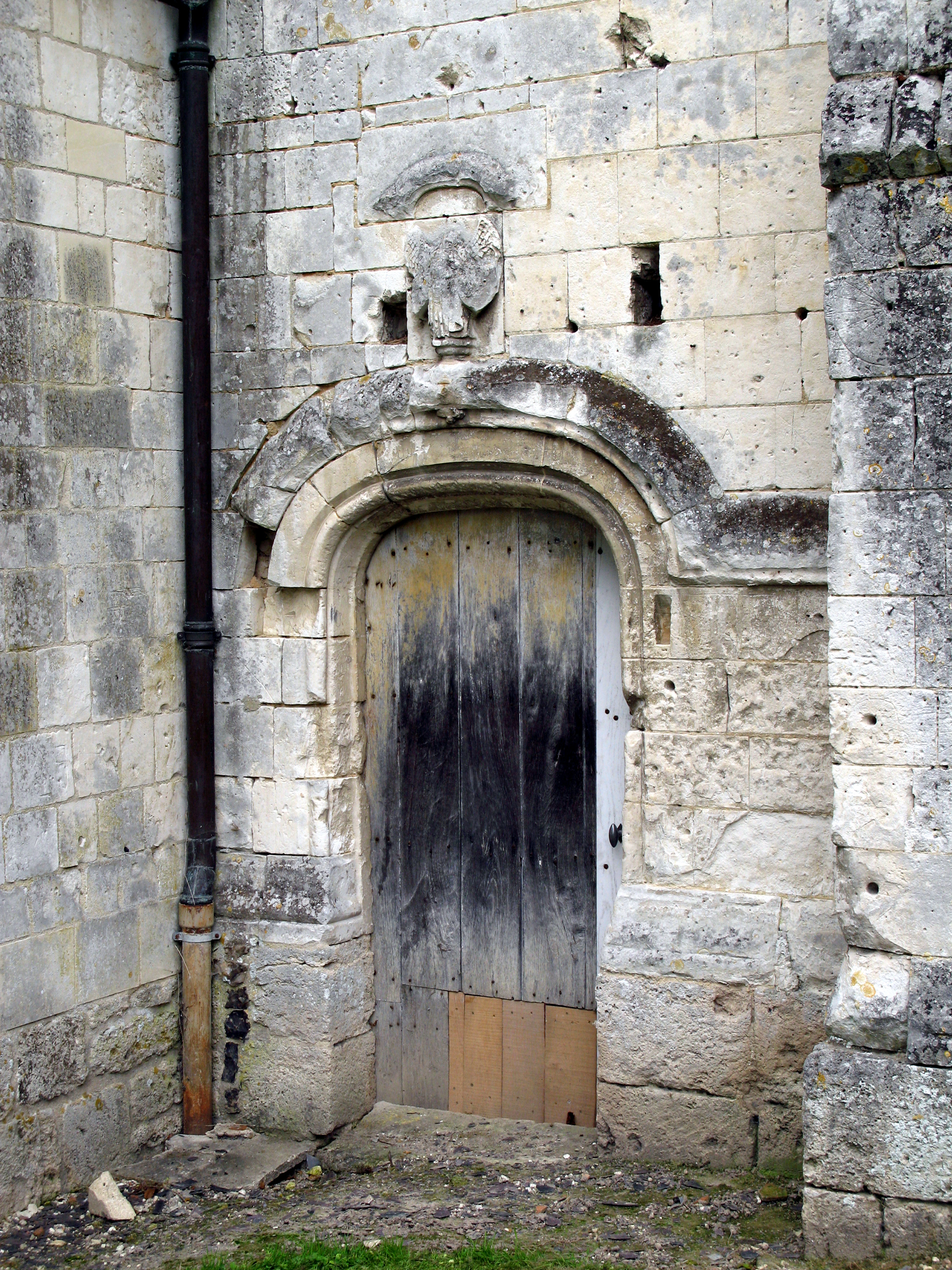
Südportal